# Hypoderma (grzyby)
Hypoderma De Not. – rodzaj grzybów z typu workowców (Ascomycota).

## Systematyka i nazewnictwo
Pozycja w klasyfikacji według Index FungorumRhytismataceae, Rhytismatales, Leotiomycetidae, Leotiomycetes, Pezizomycotina, Ascomycota, Fungi.
Synonimy: Epidermella Tehon, Hypodermopsis Kuntze, Locelliderma Tehon, Schizochorella Höhn.
Gatunki występujące w Polsce:
- Hypoderma commune (Fr.) Duby 1861
- Hypoderma hederae (T. Nees ex Mart.) De Not. 1847[3]
- Hypoderma rubi (Pers.) DC. 1805
- Hypoderma sarmentorum (De Not.) Rehm 1896[4].

Nazwy naukowe na podstawie Index Fungorum. Wykaz gatunków według M.A. Chmiel oraz W. Mułłenki i iinnych.